# ル・トレヴー
ル・トレヴー （Le Trévoux、ブルトン語:An Treoù-Kerne）は、フランス、ブルターニュ地域圏、フィニステール県のコミューン。

## 歴史

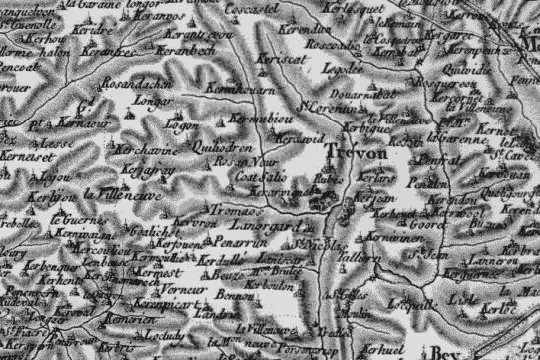
カッシーニ地図に描かれたトレヴー。Trévonと表記されている

12世紀、トレヴー教区（Treuuou）について言及されている。トレヴーは旧バンナレック教区を分割したか、旧リエック＝シュル＝ベロン教区を分割したかして誕生した。トレヴーとの境にあるバンナレックの集落は、Kerantrévouxの名だった。トレヴー教区はかつてのコルヌアイユ司教区に属していた。時を経るごとに地名は変わった。Plebs Treuuou（1161年）、Trevou（1220年）、Treffou（1426年と1535年）、そしてTrévon（1783年のカッシーニ地図にて）である。19世紀から20世紀にかけて、コミューンはメラックとともに鉄道駅があったが、現在はどちらも廃止されている。

### 年表
- 1161年 - 初めてトレヴーについて言及される。カンペルレのサント・クロワ修道院の公文書中で、トレヴーの集落について記載がなされた[2]。
- 1500年代 -  バンナレックの小教区からトレヴー教区に昇格。教会が建設され、後に拡張工事が行われた[2]。
- 1600年代 - ユグノー戦争に巻き込まれ、カトリックと新教の両派によって町は荒らされた。住民は土地を捨てて逃げ、耕作地は5年もの間放置された[2]。
- 1789年 - 第三身分陳情書（fr）に、教区で政治を行う人々が署名した。
- 1791年 - リエック・シュル・ベロンより、ラニスカールを含む9つの集落が割譲される[2]。
- 1914年から1918年 - トレヴー出身の74人の男性が第一次世界大戦で戦死した。

## 人口統計
| 1962年 | 1968年 | 1975年 | 1982年 | 1990年 | 1999年 | 2006年 | 2010年 |
| ------ | ------ | ------ | ------ | ------ | ------ | ------ | ------ |
| 1106   | 1023   | 879    | 925    | 983    | 1138   | 1368   | 1500   |

参照元:1999年までEHESS、2000年以降INSEE

## ギャラリー

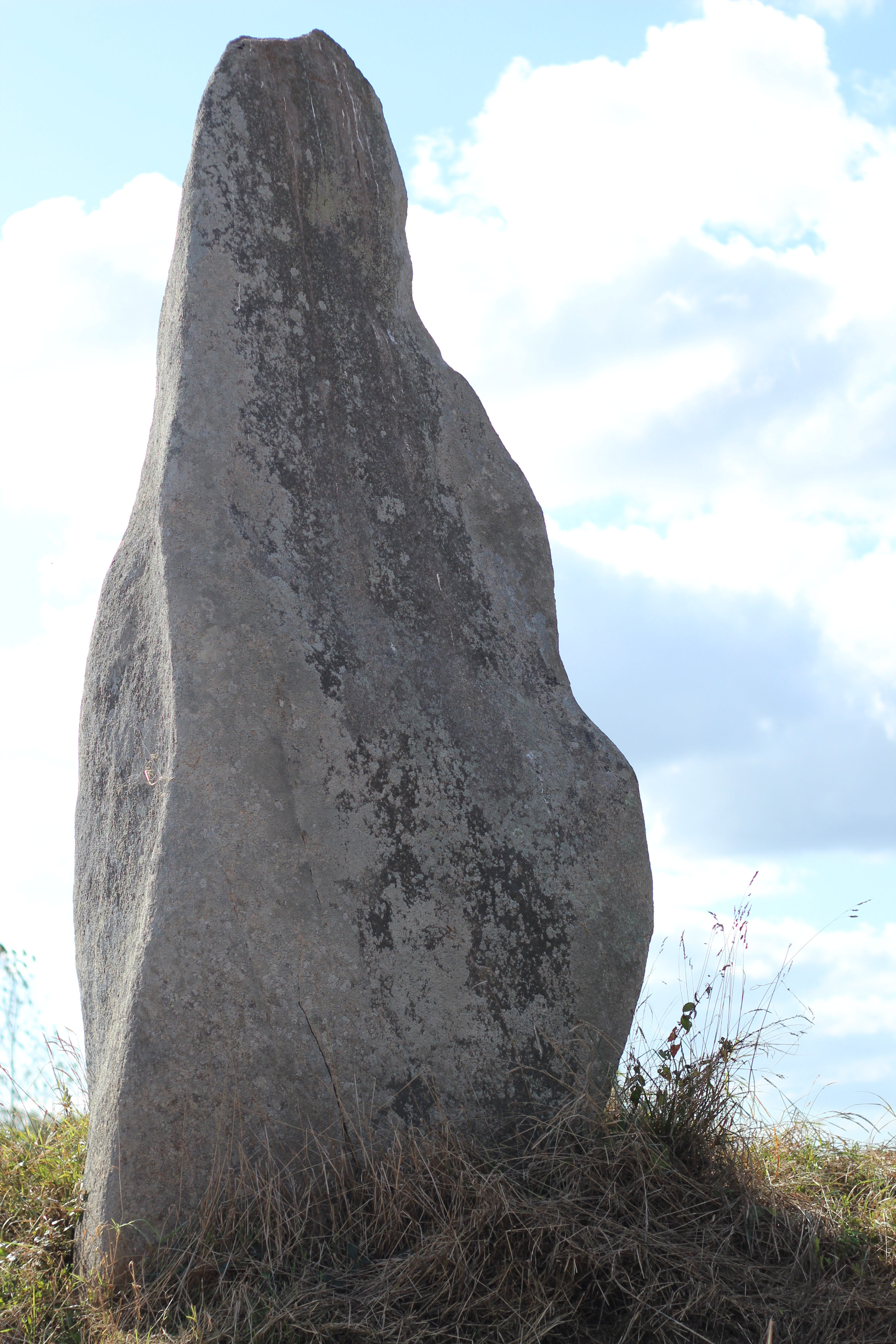
ラニスカールのメンヒル
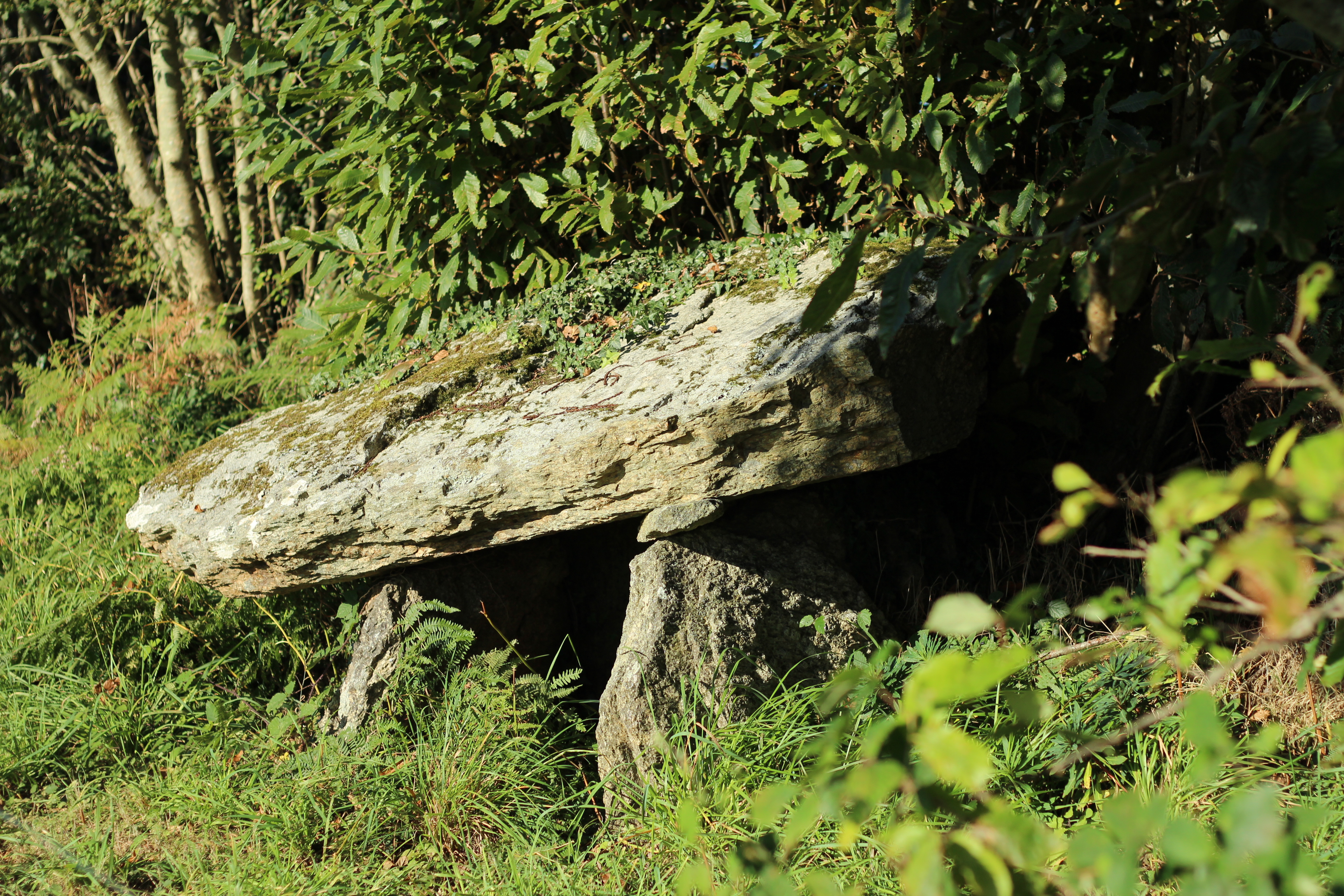
ブノンのドルメン
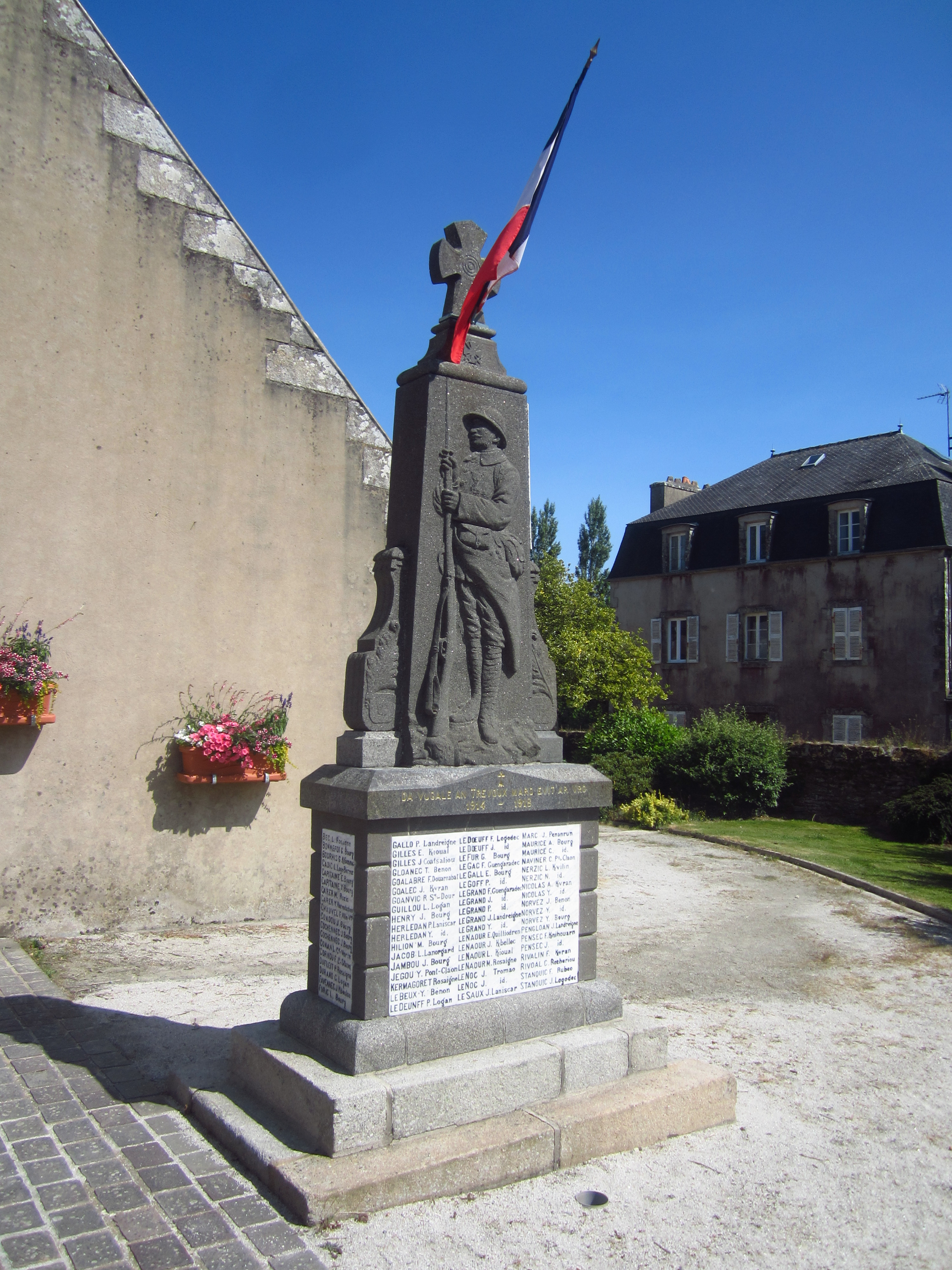
戦没者慰霊碑